# Asciocythere
Asciocythere is een geslacht van uitgestorven kreeftachtigen uit de klasse van de Ostracoda (mosselkreeftjes).

## Soorten
- Asciocythere (Stravia) bonnemai (Deroo, 1966) Gruendel, 1974 †
- Asciocythere (Stravia) pseudobonnemai Gruendel, 1974 †
- Asciocythere acuminata Bate, 1964 †
- Asciocythere acuminata Swain, 1952 †
- Asciocythere albae Damotte, 1973 †
- Asciocythere algarvensis Damotte, Cabral & Berthou, 1990 †
- Asciocythere auljatensis Andreev, 1971 †
- Asciocythere bonnemai Deroo, 1966 †
- Asciocythere brevis (Cornuel, 1846) Deroo, 1966 †
- Asciocythere celticensis Ainsworth, 1986 †
- Asciocythere cinctorensis Brenner, 1976 †
- Asciocythere circumdata (Donze, 1964) Oertli & Steinhau, 1969 †
- Asciocythere circumvoluta Damotte & Grosdidier, 1963 †
- Asciocythere compressa Ainsworth, 1986 †
- Asciocythere courcellensis Damotte, 1979 †
- Asciocythere crassivalvis Kubiatowicz, 1983 †
- Asciocythere daiaensis Damotte, 1984 †
- Asciocythere dorsumangulata Andreev, 1971 †
- Asciocythere dubia Dingle, 1984 †
- Asciocythere elongata Swain & Brown, 1972 †
- Asciocythere galalaensis Szczechura, Abd-Elshafy & Babinot, 1991 †
- Asciocythere gersica Blanc & Colin, 1975 †
- Asciocythere geulensis (Deroo, 1966) Nikolaeva, 1978 †
- Asciocythere goodlandensis (Alexander, 1929) Howe & Laurencich, 1958 †
- Asciocythere gruendeli Dreyer, 1968 †
- Asciocythere lacunosa Bate, 1963 †
- Asciocythere leguminoides Swain, 1952 †
- Asciocythere leia Damotte, 1965 †
- Asciocythere lusitanica Damotte, Ramalho & Rey, 1988 †
- Asciocythere macropunctata Swain, 1952 †
- Asciocythere margeriei Babinot, 1980 †
- Asciocythere montis (Donze, 1964) Oertli & Steinhau, 1969 †
- Asciocythere mystron Dilger, 1963 †
- Asciocythere nana Nuyts, 1990 †
- Asciocythere neocomiensis (Luebimova, 1955) Howe & Laurencich, 1958 †
- Asciocythere obovata (Jones & Sherborn, 1888) Bate, 1969 †
- Asciocythere observata (Sharapova, 1937) Howe & Laurencich, 1958 †
- Asciocythere pactilis Wakefield, 1994 †
- Asciocythere parabrevis Andreev & Oertli, 1970 †
- Asciocythere perforata (Vanderpool, 1928) Swain & Brown, 1964 †
- Asciocythere pokornyi Nuyts, 1990 †
- Asciocythere polita Damotte, 1962 †
- Asciocythere posterorotunda Ainsworth, 1986 †
- Asciocythere promta (Luebimova, 1955) Howe & Laurencich, 1958 †
- Asciocythere rara (Luebimova, 1955) Howe & Laurencich, 1958 †
- Asciocythere reniformis (Veen, 1935) Babinot & Colin, 1983 †
- Asciocythere reticulosa Donze, 1964 †
- Asciocythere rotunda (Vanderpool, 1928) Swain, 1952 †
- Asciocythere rugosa Swain & Brown, 1972 †
- Asciocythere sugillata Babinot, 1980 †
- Asciocythere tennfeldensis Damotte, 1984 †
- Asciocythere triangularis Swain, 1952 †
- Asciocythere vandobensis Masumov, 1973 †